# Franco Baraldi
Franco Baraldi (Moglia, 22 febbraio 1953) è un dirigente sportivo e rugbista a 15 italiano.

## Carriera
Tra il 1970 e il 1980 gioca e vince con il Petrarca sei campionati italiani. Tra il 1973 e il 1977 milita per 15 volte nella Nazionale italiana.
È stato il fondatore è presidente di I Petrarchi Old Rugby Club associazione no profit che riunisce tutti gli ex giocatori del Petrarca Rugby.

## Palmarès
- Campionati italiani: 6
Petrarca: 1970-71, 1971-72, 1972-73, 1973-74, 1976-77, 1979-80